# العلاقات الدنماركية اللاتفية
العلاقات الدنماركية اللاتفية هي العلاقات الثنائية التي تجمع بين الدنمارك ولاتفيا.

## مقارنة بين البلدين
هذه مقارنة عامة ومرجعية للدولتين:
| وجه المقارنة                                              | الدنمارك                                                     | لاتفيا                                             |
| --------------------------------------------------------- | ------------------------------------------------------------ | -------------------------------------------------- |
| المساحة (كم2)                                             | 42.92 ألف                                                    | 64.59 ألف                                          |
| عدد السكان (نسمة)                                         | 5.79 مليون                                                   | 1.93 مليون                                         |
| الكثافة السكانية (ن./كم²)                                 | 134.9                                                        | 29.88                                              |
| العاصمة                                                   | كوبنهاغن                                                     | ريغا                                               |
| اللغة الرسمية                                             | اللغة الدنماركية                                             | اللغة اللاتفية                                     |
| العملة                                                    | كرونة دنماركية                                               | يورو، لاتس لاتفي، الروبل اللاتفي ‏، الروبل اللاتفي ‏ |
| الناتج المحلي الإجمالي (بليون دولار)                      | 324.87 مليار                                                 | 30.26 مليار                                        |
| الناتج المحلي الإجمالي (تعادل القوة الشرائية) بليون دولار | 278.61 مليار                                                 | 49.24 مليار                                        |
| الناتج المحلي الإجمالي الاسمي للفرد دولار أمريكي          | 51.99 ألف                                                    | 14.06 ألف                                          |
| الناتج المحلي الإجمالي للفرد دولار أمريكي                 | 45.54 ألف                                                    | 23.55 ألف                                          |
| مؤشر التنمية البشرية                                      | 0.900                                                        | 0.819                                              |
| رمز المكالمات الدولي                                      | +45                                                          | +371                                               |
| رمز الإنترنت                                              | .dk                                                          | .lv                                                |
| المنطقة الزمنية                                           | توقيت وسط أوروبا، ت ع م+02:00، ت ع م+01:00، أوروبا/كوبنهاجن ‏ | ت ع م+02:00، ت ع م+03:00، أوروبا/ريغا ‏             |

## مدن متوأمة
في ما يلي قائمة باتفاقيات التوأمة بين مدن دنماركية ولاتفية:
- ترتبط Høje-Taastrup Municipality [الإنجليزية]‏ مع فالميرا باتفاقية توأمة منذ 1978.
- ترتبط فايله مع يلغافا باتفاقية توأمة منذ 1992.
- ترتبط Aalborg Municipality [الإنجليزية]‏ مع ريغا باتفاقية توأمة منذ 1966.[16][17][18][19]
- ترتبط هولستيبرو مع سيغولدا باتفاقية توأمة.
- ترتبط هادرسلف [الإنجليزية]‏ مع داوغافبيلس باتفاقية توأمة منذ 1993.
- ترتبط Vejle Municipality [الإنجليزية]‏ مع يلغافا باتفاقية توأمة.
- ترتبط Guldborgsund Municipality [الإنجليزية]‏ مع ليبايا باتفاقية توأمة منذ 2014.[20][21][22][21]
- ترتبط آلبورغ مع ريغا باتفاقية توأمة منذ 1977.[16][23][24][25]

## منظمات دولية مشتركة
يشترك البلدان في عضوية مجموعة من المنظمات الدولية، منها:
| علم المنظمة | اسم المنظمة                               | تاريخ انضمام الدنمارك | تاريخ انضمام لاتفيا |
| ----------- | ----------------------------------------- | --------------------- | ------------------- |
|             | الاتحاد الأوروبي                          | 1973                  | 1 مايو 2004         |
|             | وكالة ضمان الاستثمار متعدد الأطراف        | 12 أبريل 1988         | 21 أغسطس 1998       |
|             | منظمة التعاون الاقتصادي والتنمية          | ?                     | 16 يونيو 2016       |
|             | الأمم المتحدة                             | 24 أكتوبر 1945        | 17 سبتمبر 1991      |
|             | الفريق المعني برصد الأرض                  | ?                     | ?                   |
|             | مركز تنسيق الحركة في أوروبا ‏              | ?                     | ?                   |
|             | منظمة حظر الأسلحة الكيميائية              | ?                     | ?                   |
|             | منظمة التجارة العالمية                    | 1995                  | 1999                |
|             | منظمة الشرطة الجنائية الدولية             | ?                     | ?                   |
|             | مجلس دول بحر البلطيق                      | ?                     | ?                   |
|             | منظمة الأمن والتعاون في أوروبا            | 25 يونيو 1973         | 10 سبتمبر 1991      |
|             | مؤسسة التنمية الدولية                     | 30 نوفمبر 1960        | 11 أغسطس 1992       |
|             | حلف شمال الأطلسي                          | 4 أبريل 1949          | 29 مارس 2004        |
|             | يونسكو                                    | 4 نوفمبر 1946         | 9 يوليو 1951        |
|             | مجلس أوروبا                               | ?                     | ?                   |
|             | الاتحاد البريدي العالمي                   | ?                     | ?                   |
|             | البنك الدولي للإنشاء والتعمير             | 30 نوفمبر 1960        | 11 أغسطس 1992       |
|             | اتفاقية السماوات المفتوحة                 | ?                     | ?                   |
|             | الاتحاد الدولي للاتصالات                  | 1866                  | 11 ديسمبر 1921      |
|             | مؤسسة التمويل الدولية                     | 20 يوليو 1956         | 29 سبتمبر 1993      |
|             | المنظمة الأوروبية لسلامة الملاحة الجوية   | 1994                  | 2011                |
|             | المركز الدولي لتسوية المنازعات الاستشارية | 24 مايو 1968          | 7 سبتمبر 1997       |
|             | مجموعة أستراليا                           | 1985                  | 2004                |
|             | مجموعة الموردين النوويين                  | ?                     | ?                   |

## وصلات خارجية
- موقع وزارة الخارجية الدنماركية
- موقع وزارة الخارجية اللاتفية